# 賈諾山
41°41′37.25″N 23°30′53.71″E / 41.6936806°N 23.5149194°E

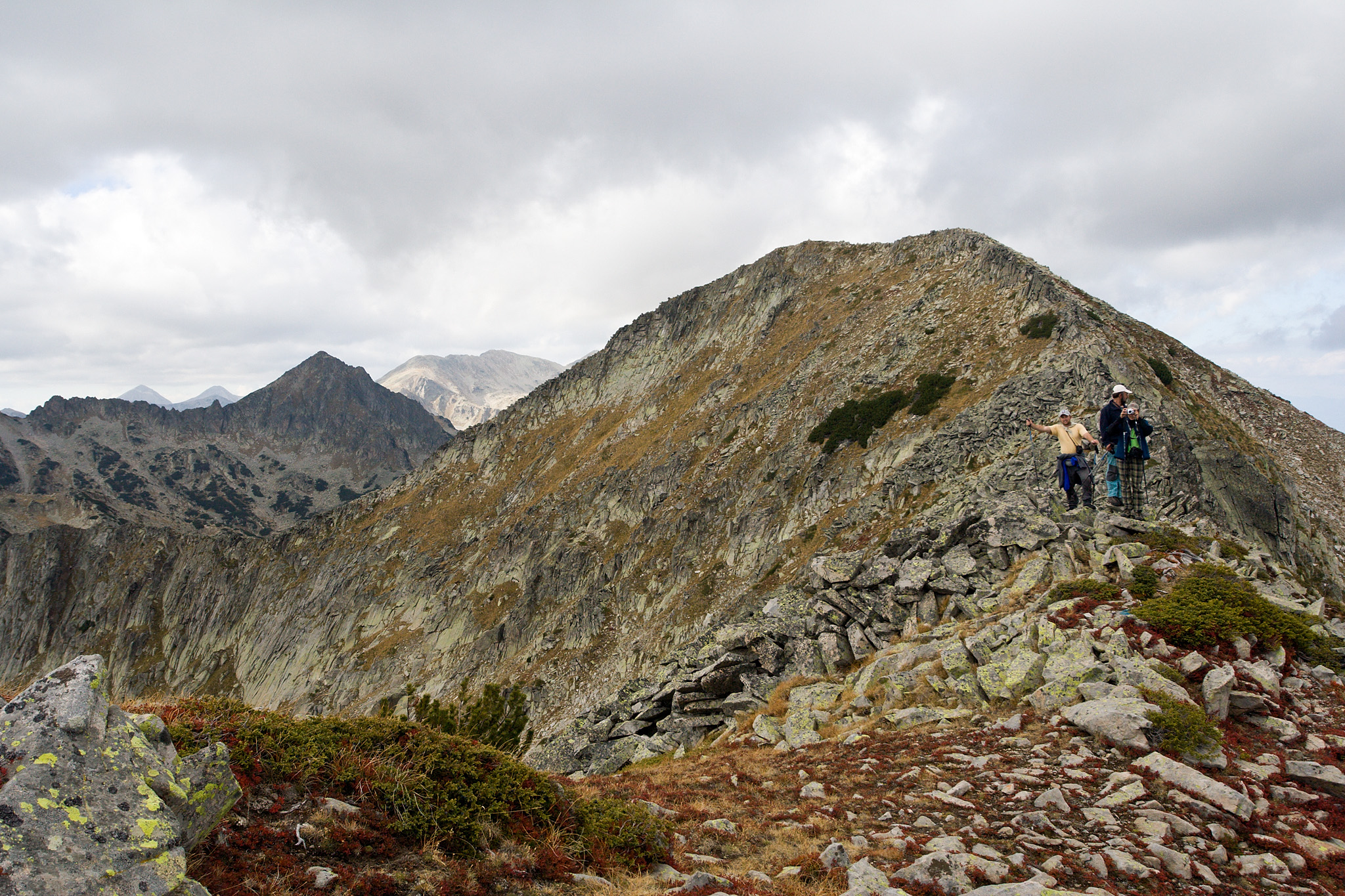

賈諾山是保加利亞的山峰，位於該國西南部，處於布拉戈耶夫格勒州，屬於皮林山脈的一部分，海拔高度2,668米，山體由花崗岩組成。